# Leucanthiza amphicarpeaefoliella
Leucanthiza amphicarpeaefoliella là một loài bướm đêm thuộc họ Gracillariidae. Nó được tìm thấy ở Québec và Hoa Kỳ (bao gồm Kentucky, Connecticut, Maryland, Pennsylvania, Vermont và Illinois).
Sải cánh dài khoảng 8 mm.
Ấu trùng ăn Amphicarpaea bracteata. Chúng ăn lá nơi chúng làm tổ. 